# Zoogoneticus quitzeoensis
Zoogoneticus quitzeoensis és una espècie de peix de la família dels goodèids i de l'ordre dels ciprinodontiformes.

## Morfologia
- Els mascles poden assolir 3,5 cm de longitud total i les femelles 4,5.[6][7]

## Hàbitat
És un peix d'aigua dolça, de clima tropical (25 °C-28 °C) i demersal.

## Distribució geogràfica
Es troba a Mèxic.

## Observacions
És inofensiu per als humans.